# Frankrike i olympiska sommarspelen 1968
Frankrike deltog med 200 deltagare vid de olympiska sommarspelen 1968 i Mexico City. Totalt vann de sju guldmedaljer, tre silvermedaljer och fem bronsmedaljer.

## Medaljer

### Guld
- Daniel Rebillard - Cykling, förföljelse.
- Daniel Morelon - Cykling, sprint.
- Daniel Morelon och Pierre Trentin - Cykling, tandem.
- Pierre Trentin - Cykling, kilometerlopp.
- Colette Besson - Friidrott, 400 meter.
- Daniel Revenu, Gilles Berolatti, Christian Noël, Jean-Claude Magnan och Jacques Dimont - Fäktning, florett lag.
- Jean-Jacques Guyon - Ridsport, fälttävlan.

### Silver
- Janou Lefèbvre, Jean-Marcel Rozier och Pierre Jonquères d’Oriola - Ridsport, hoppning.
- Daniel Robin - Brottning, grekisk-romersk stil.
- Daniel Robin - Brottning, fristil.

### Brons
- Pierre Trentin - Cykling, sprint.
- Gérard Fenouil, Jocelyn Delecour, Claude Piquemal och Roger Bambuck - Friidrott, 4 x 100 meter stafett.
- Daniel Revenu - Fäktning, florett.
- Raoul Gueguen, Lucien Guiguet och Jean-Pierre Giudicelli - Modern femkamp.
- Alain Mosconi - Simning, 400 m frisim.